# Tiszaszentimre
Tiszaszentimre es un pueblo ubicado en el distrito de Tiszafüred, condado de Jász-Nagykun-Szolnok, Hungría.

## Superficie
Posee una superficie de 65,61 kilómetros cuadrados.

## Demografía
Hasta 2022 la población era de 1877 habitantes, con una densidad de población de 28,61 habitantes por kilómetro cuadrado.